# Lythria rubrilinearia
Lythria rubrilinearia är en fjärilsart som beskrevs av Obraztsov 1934. Lythria rubrilinearia ingår i släktet Lythria och familjen mätare. Inga underarter finns listade i Catalogue of Life.